# LVCI 51–60
Az LVCI 51–60 egy szerkocsisgőzmozdony-sorozat volt az osztrák-magyar Lombardisch-venetianischen und central-italienischen Eisenbahn-Gesellschaft (LVCI) magánvasút-társaságnál.
A tíz mozdonyt a Köchlin szállította 1857/58-ban . A mozdonyok a MERCURIO, BACCO, GANYMEDE, GIANO, APOLLO, ULISSE, ORAZIO, ARISTOFANE, SOFOCLE és a PLUTARCO neveket kapták. Az SB a 4. sorozatba osztotta be ezeket a mozdonyokat saját számozási rendszerében. 1867-ben  a mozdonyok a Strade Ferrate Alta Italia-hoz (SFAI) került.
1905-ben a Rete Adriaticától (RA) még egy mozdony átkerült az FS állományába 1197 pályaszámmal. A többi kilenc mozdonyt az RA 1898 és 1903 között selejtezte.

## Fordítás
- Ez a szócikk részben vagy egészben  a   LVCI 51–60 című német Wikipédia-szócikk fordításán alapul.  Az eredeti cikk szerkesztőit annak laptörténete sorolja fel. Ez a jelzés csupán a megfogalmazás eredetét és a szerzői jogokat jelzi, nem szolgál a cikkben szereplő információk forrásmegjelöléseként. - Az eredeti szócikk forrásai szintén ott találhatóak.

## Külső hivatkozások
- A típus története számokban németül